# 查塔姆吉氏指鰧
查塔姆吉氏指鰧（學名：Gillellus chathamensis），為輻鰭魚綱䲁形目指鰧科吉氏指鰧屬的一個種，被IUCN列為易危保育類動物，分布於中東太平洋哥斯大黎加科科島海域，深度5至12公尺，本魚體扁，向尾部逐漸變細，眼在頭頂，無眼柄，下頜尖端略突出，前部圓形，下唇具4個皮瓣，鼻孔管狀，背鰭起點於頸背，背鰭硬棘11-12枚、背鰭軟條30枚、臀鰭硬棘2枚、臀鰭軟條34枚，尾鰭有一些分支的鰭條，側線連續，側線鱗片總數52枚，頭部白色，眼部有一條不明顯的橫紋，身體白色，背部和上半身有7條邊緣深黑的淺灰色至褐色鞍狀紋，鞍狀紋之間的淺色空隙上可能有深色斑點，體長可達3.8公分，棲息在沙底質海床，以小魚及無脊椎動物為食，生活習性不明。